# Geometria iperbolica dello spazio

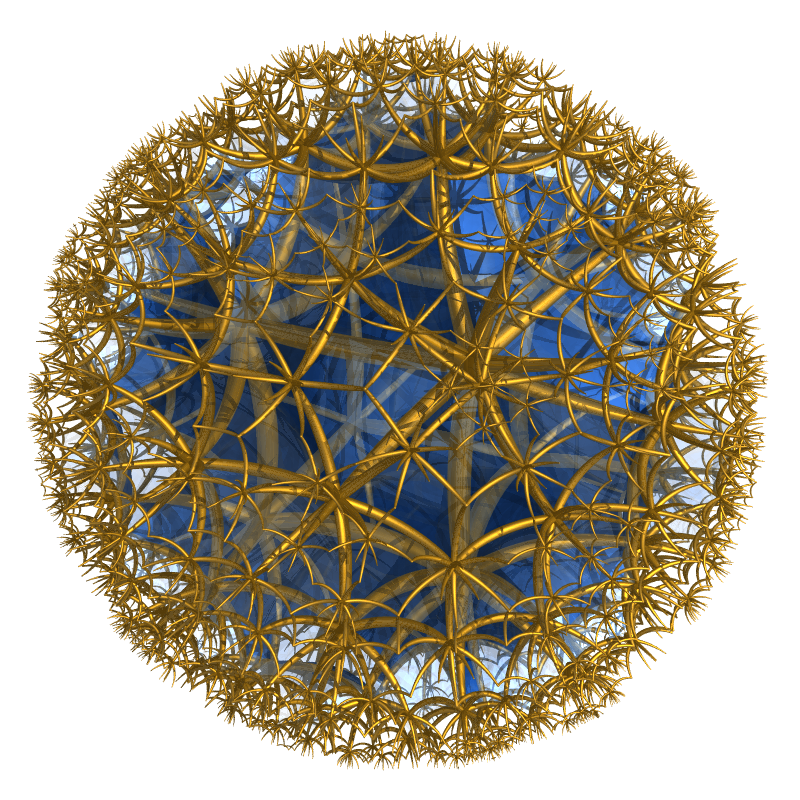
Tassellatura cubica dello spazio iperbolico. Su ogni spigolo incidono
5 cubi (invece di 4), su ogni vertice incidono 20 cubi (invece di 8).

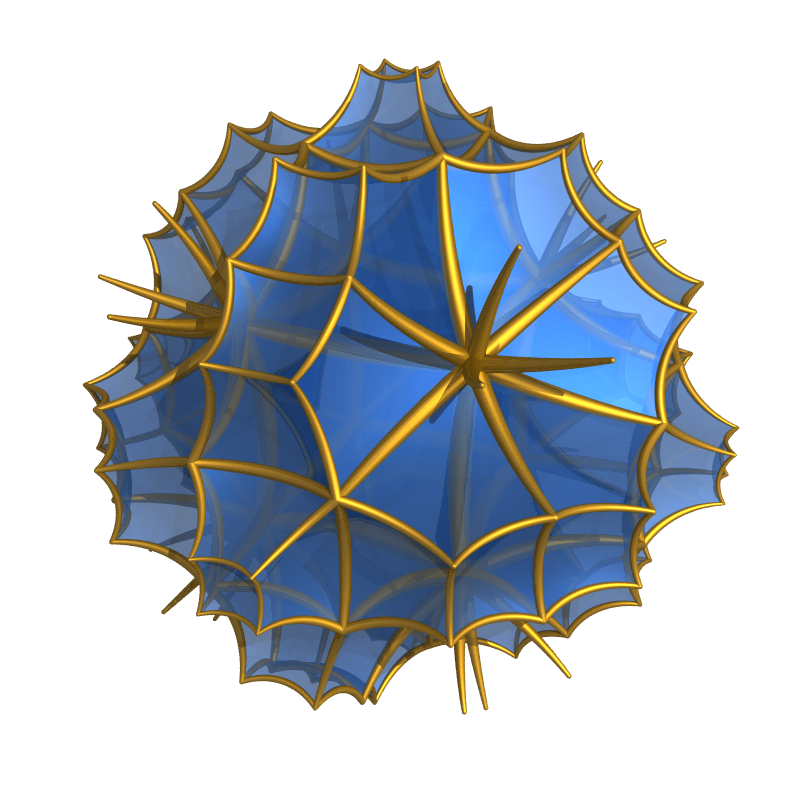
Fase costruttiva della tassellatura cubica

Nella geometria iperbolica le figure, a volte ingannevoli, forniscono sovente solo un'idea approssimativa della situazione; pertanto occorre considerare le loro proprietà nel modo più astratto possibile.
Nello spazio iperbolico si considerano valide tutte le proprietà dello spazio euclideo che non richiedono l'assioma della parallela.
Le superfici fondamentali della geometria iperbolica dello spazio sono la sfera, l'ipersfera e l'orisfera.
Esse si possono ricavare tramite la rotazione di linee piane oppure con un fascio di rette iperboliche.
È possibile utilizzare il primo metodo perché la sfera, l'ipersfera e l'orisfera si ottengono dalla rotazione rispettivamente di una circonferenza, un iperciclo, un oriciclo intorno a un qualunque raggio, ossia intorno a una qualunque retta del fascio con cui una di queste tre linee piane è stata definita.
Per quanto riguarda il secondo metodo, occorre definire innanzitutto i tre tipi di fasci di rette dello spazio iperbolico. Essi sono:
Fasci del I tipo:  fasci formati da tutte le rette dello spazio iperbolico che passano per un punto detto centro;
Fasci del II tipo:  fasci composti da tutte le rette dello spazio iperbolico  perpendicolari a un piano, detto piano assiale del fascio
Fasci del III tipo:  fasci formati da tutte le rette dello spazio iperbolico parallele a una retta data nel medesimo verso
Due rette qualunque appartenenti a uno dei tre tipi di fasci precedentemente definiti, originano un piano che:
- passa per il centro del fascio nel fascio di I tipo,
- è perpendicolare al piano assiale nel fascio di II tipo,
- è parallelo alla retta data nel fascio di III tipo.

Ognuno dei piani originati dalle due rette taglia il fascio originario in un fascio di rette contenute nel piano stesso. Il fascio così originato è dello stesso tipo del fascio originario.
Come avviene nel piano, è possibile definire una corrispondenza tra i punti dello spazio rispetto a un fascio:
Definizione:  due punti dello spazio si dicono corrispondenti rispetto a un fascio quando sono simmetrici rispetto a qualche retta del fascio.
La relazione di corrispondenza fra punti  è riflessiva, simmetrica e transitiva e queste tre proprietà permettono di considerare il luogo di punti generato nella relazione di corrispondenza tra punti come classi di equivalenza.
In base al tipo di fascio è possibile ottenere le seguenti superfici iperboliche:
- per i fasci del I tipo: una sfera, definita come  luogo dei punti dello spazio equidistanti dal centro
- per i fasci del II tipo una ipersfera, definita come il  luogo dei punti dello spazio  equidistanti dal piano assiale
- per i fasci del terzo tipo: una orisfera.

I piani diametrali, ossia quei piani a cui appartiene almeno una retta del fascio, intersecano:
- la sfera in un cerchio,
- l'ipersfera in un iperciclo,
- l'orisfera in un oriciclo.

Grazie alla proprietà transitiva della corrispondenza, due punti qualunque di una delle tre superfici sopra citate sono corrispondenti rispetto al fascio di rette che genera la superficie. Pertanto il punto iniziale non è considerato un punto privilegiato, in quanto tutti i punti delle superfici così definite sono equivalenti tra loro.